# كاتي لونغ
كاتي لونغ (بالإنجليزية: Katie Long)‏ هي لاعب هوكي الحقل بريطانية، ولدت في 13 مايو 1988.